# Cosificació de la dona

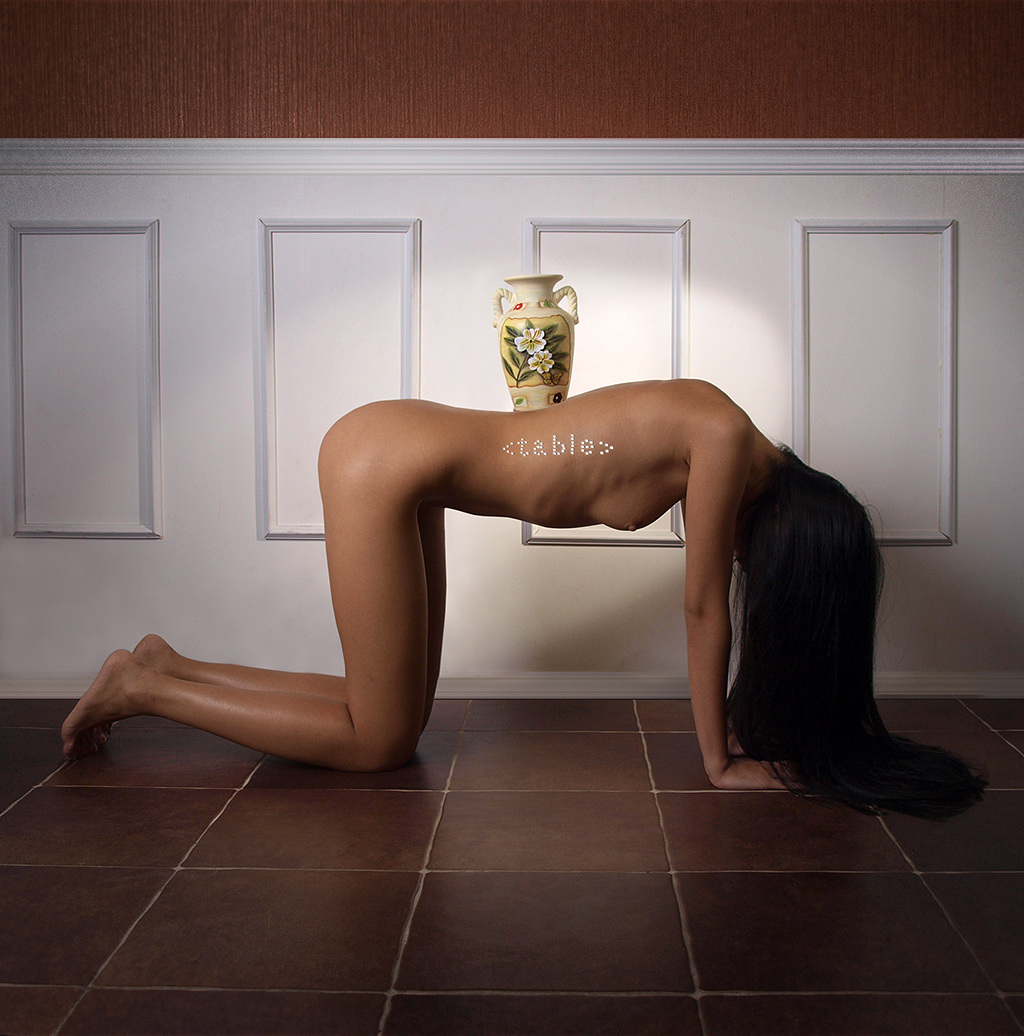
Un cos de dona fent d'objecte: taula

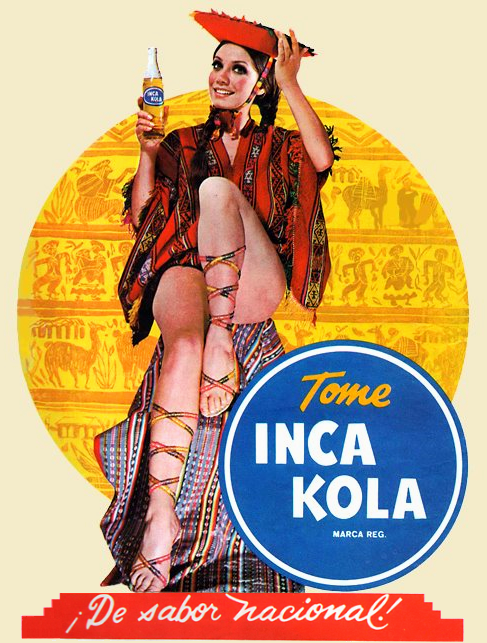
Cosificació a la publicitat: Inca Kola

La cosificació de la dona és l'ús que es fa d'una dona en particular, del concepte de dona o de la seva imatge per a finalitats que no la dignifiquen com a ésser humà, com per exemple qualificar-la en funció de la seva bellesa o de la seva correspondència amb el desig sexual masculí, sense fer referència ni a la seva capacitat racional ni a la seva dignitat humana. Sovint el cos de la dona es mostra i tracta com un mer objecte que ha de ser explotat i exposat, de vegades juntament amb altres objectes i productes.
La cosificació (de "cosa") de la dona és un concepte sorgit de les teories feministes, que consideren que és una conseqüència de la desigualtat social entre sexes. Exemples típics de cosificació de la dona són l'ús que se'n fa a la majoria de la pornografia, els implants de mames i en general la cirurgia plàstica per a embellir-se i, en els mitjans de comunicació, l'ús del seu cos com a objecte publicitari i el concepte de sex symbol. De fet, la forma més freqüent n'és la cosificació sexual, en la qual la dona és tractada com un objecte sexual a disposició de l'home. Els homes que no veuen les dones com a iguals, per a no compartir el seu poder, les idealitzen i així les converteixen en objecte, com és el cas de les models i les muses.
La cosificació de la dona es considera una forma de violència de gènere, tot i que a la societat actual roman acceptada en general, com passa per exemple també amb els micromasclismes i al contrari d'altres formes que sí que solen generar rebuig, com una bufetada o una violació. La teoria de la cosificació postula que les dones, des de nenes, acumulen experiències en les quals són valorades pel seu cos i aspecte físic i que, en canviar-ne l'aparença, sembla que augmenta el risc de patir problemes de salut mental associats a la vergonya, l'ansietat, la depressió o trastorns alimentaris.
En una societat androcèntrica i, per tant, amb biaix de gènere masculí, les pràctiques i polítiques sobre dones, si n'hi ha, les tracten com una "cosa social". Una "cosa" més a incloure en polítiques assistencials, per exemple, per haver-hi una carència.